# Diralo, Smolean
Diralo (în bulgară Дирало) este un sat în comuna Madan, regiunea Smolean,  Bulgaria. 

## Demografie
Componența etnică a satului Diralo
     Bulgari (100%)
     Nicio identificare (0%)
     Altele (0%)
La recensământul din 2011, populația satului Diralo era de 51 locuitori. Din punct de vedere etnic, toți locuitorii erau bulgari.